# Alfonso Arau
Alfonso Arau (Cidade do México, 11 de janeiro de 1932) é um ator e diretor de cinema mexicano.

## Biografia e carreira
Arau nasceu na Cidade do México, filho de um médico Ele dirigiu os filmes Zapata - El sueño del héroe, Como agua para chocolate (adaptação do romance escrito por sua ex-esposa Laura Esquivel), A Walk in the Clouds com Keanu Reeves e Anthony Quinn, e Hallmark Hall of Fame. Produziu A Painted House, adaptado a partir da novella de John Grisham de mesmo nome. Entre outros, ele desempenhou o papél do vilão "El Guapo" em Three Amigos! (E.U.A, 1986), uma comédia com Martin Short, Steve Martin, e Chevy Chase. Ele também interpretou o personagem Capitão Herrera em  The Wild Bunch (1969) de Sam Peckinpah e o traficante Juan em Romancing the Stone.
Em 1973 Arau atuou e dirigiu o filme Alzónzin Inspector, baseado em uma história em quadrinhos mexicana chamada Los Supermachos do cartunista americano Rius. O filme é sobre dois indígenas mexicanos que são tomados erroneamente por inspetores do governo da capital pelo prefeito corrupto de uma pequena cidade. É uma humorística crítica política contra o partido então dominante Partido Revolucionário Institucional (PRI) comandado por caciques em um momento em que a liberdade de expressão em relação a assuntos políticos era muito restrita. Há pelo menos duas versões do filme: a menor que teve algumas cenas excluídas como a narrativa do assassinato de um agricultor rebeleado por um policial com um tiro nas costas dele.
Arau apareceu em um filme notável na época chamado El rincón de las vírgenes (México, 1972), "The Virgins' Corner" no qual ele interpreta o assistente de um falso médico místico que viajava de cidade em cidade, rememorando suas viagens até que um grupo de mulheres decide transformar o médico em santo. O filme se passa na década de 1920, no México rural.
Em dezembro de 2004, o Festival de Filmes de Santa Fé concedeu o Luminaria Award para Arau. Jon Bowman, diretor executivo do Festival disse, "Arau é verdadeiramente um artista renascentista, com uma compreensão profunda e inata de todas as fases do meio cinematográfico."